# Chanteuges
Chanteuges là một xã thuộc tỉnh Haute-Loire nam trung bộ nước Pháp. Xã Chanteuges nằm ở khu vực có độ cao từ 493-894 mét trên mực nước biển.